# Utfjorden
61°51′21.6″N 6°18′0″Ø / 61.856000°N 6.30000°Ø
Utfjorden, eller Utvikfjorden er en del af Nordfjord i kommunerne Gloppen, Eid og Stryn i Vestland fylke i Norge. Fjorden går fra  Hundvikfjorden i vest, og strækker sig 26 km mod øst til  til landsbyen  Utvik, som fjorden har fået navn efter. Den videre del af Nordfjord har navnet Innvikfjorden. 
Fjorden  har indløb ved færgeforbindelsen på E39 mellem Anda og Lote, lige øst for indløbet til Gloppefjorden. Sandane lufthavn ligger  på gården Hjelmeset på sydsiden af fjorden. Området mod fjordens sydside er brat og ujævnt i den del som ligger i Gloppen. Området ved fjorden her, Ryssfjæra, var fra gammel tid landingssted for både. Videre mod øst, over grænsen til Stryn, ligger gårdene Moldreim, Tishammar og Frøyset langs Fv725. Fylkesvejen ender ved Utvik. 
Fjorden danner kommunegrænsen mellem Eid og Gloppen fra Lote til bygden Hennebygda på nordsiden af fjorden, herfra tilhører nordsiden Stryn kommune. Langs nordsiden af fjorden ligger gårdene Randabygd og Hopland i et  brat terræn. Langs hele nordsiden går fylkesvej 698, flere steder med et fald på op mod 600 meter ned til fjorden. Vejen bliver også kaldt for «panoramavejen». På højderne her ligger gården Fjelli, over for Utvik på den modsatte fjordbred. Herfra kaldes den inderste del af Nordfjord gor  Innvikfjorden.